# Slánský-Prozess

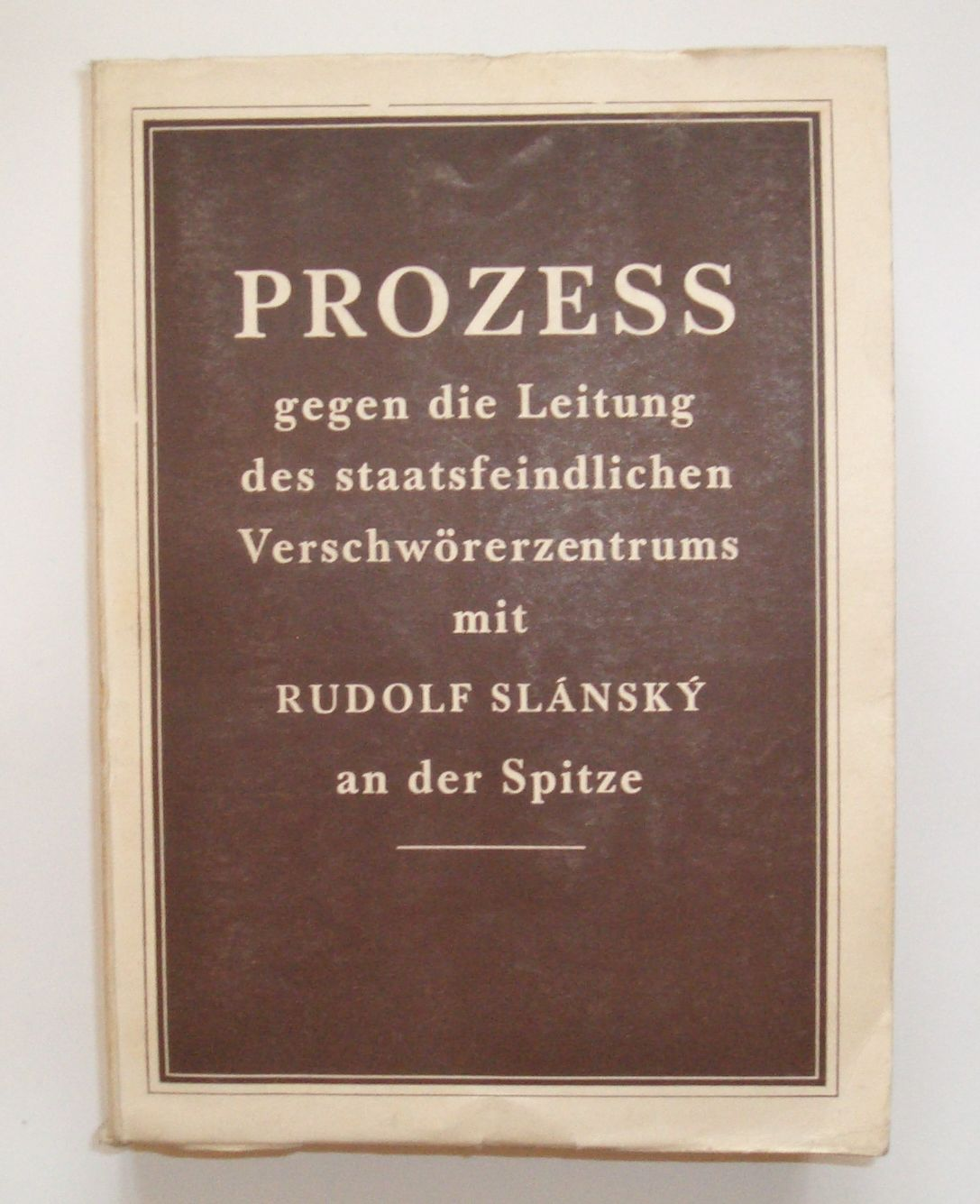
Offizielles Prozessprotokoll von 1953, deutschsprachige Ausgabe

Der Slánský-Prozess (offizielle tschechische Bezeichnung Proces s protistátním spikleneckým centrem Rudolfa Slánského, deutsch „Prozess gegen die Leitung des staatsfeindlichen Verschwörerzentrums mit Rudolf Slánský an der Spitze“) war ein antisemitischer Schauprozess im Jahre 1952 in Prag gegen 14 Mitglieder der Kommunistischen Partei der Tschechoslowakei (KSČ), darunter elf Juden. Vom 20. bis zum 27. November 1952 wurden Rudolf Slánský, Generalsekretär der KSČ, und 13 weitere führende Parteimitglieder, darunter sein Stellvertreter, der Außenminister und sieben Staatssekretäre, der Teilnahme an einer trotzkistisch-titoistisch-zionistischen Verschwörung angeklagt und verurteilt. Elf der Angeklagten, darunter Slánský, wurden am 3. Dezember im Gefängnis Pankrác in Prag gehängt, drei erhielten eine lebenslange Freiheitsstrafe. Generalstaatsanwalt in diesem Prozess war Josef Urválek.

## Vorgeschichte
Ausgangspunkt des Prozesses war die Affäre um den US-amerikanischen Diplomaten Noel Field und der damit verbundene Schauprozess gegen László Rajk in Ungarn. Diese Schauprozesse wurden auf Stalins Geheiß inszeniert. Anscheinend hatte Klement Gottwald – der Präsident der Tschechoslowakei – zunächst sowjetischen Druckversuchen zur Verhaftung Slánskýs widerstanden, wohl auch deshalb, weil sich die beiden seit ihrer Exilzeit in Moskau persönlich nahestanden. Erst als Gottwald selbst mit Verhaftung und Absetzung bedroht wurde, gab er sein Einverständnis, gegen Slánský einen Haftbefehl zu erlassen, nicht ohne dessen Durchführung noch hinauszuschieben. Den Ausschlag gab schließlich ein spontanes Schreiben der tschechischen antikommunistischen Emigrantenorganisation Okapi, in dem Slánský eine Flucht in den Westen angeboten wurde. Dies war ein Denunziationsversuch gegen führende kommunistische Parteimitglieder, denen eine Zusammenarbeit mit westlichen Geheimdiensten unterstellt wurde. Dieser Brief, offenbar ohne Wissen westlicher Geheimdienste abgesandt, diente in der Folge als Beweismittel für die sowjetischen Unterstellungen des Landesverrats gegen Slánský, worauf Gottwald zum Handeln gezwungen wurde.

## Der Prozess
Nach dem Prozess mit Milada Horáková von 1950 mit insgesamt 35 Folgeprozessen, in deren Verlauf insgesamt 639 Personen angeklagt und 10 Todesurteile ausgesprochen wurden, war der Prozess mit Slánský der zweite große Prozess in der Tschechoslowakei nach 1948. Führende Mitglieder der KSČ saßen jahrelang in Untersuchungshaft, als erster unter ihnen wurde Eugen Löbl, stellvertretender Außenhandelsminister, am 24. November 1949 verhaftet, bereits am 6. Oktober 1950 folgte dann Otto Šling, der Parteisekretär in Brünn. Am 21. November 1952, einen Tag nach Prozessbeginn, gab Klement Gottwald bekannt: „Während der Untersuchung entdeckten wir, wie Verrat und Spionage die Reihen der kommunistischen Partei unterwandern. Ihr Ziel ist der Zionismus.“ Slánský habe „aktive Schritte unternommen“, Gottwalds Leben mit der Hilfe „handverlesener Ärzte aus dem feindlichen Lager zu verkürzen“. Zur selben Zeit führte Stalin in der Sowjetunion eine Kampagne gegen ein angebliches Komplott von Medizinern vor allem jüdischer Herkunft, die sogenannte Ärzteverschwörung. Mit dem Prozess gegen Slánský entledigte sich Gottwald eines gefährlichen Rivalen und konnte sich gegenüber Stalin als ernstzunehmender und loyaler Politiker behaupten.
Der Prozess war in weiten Teilen von Antizionismus und Antisemitismus geprägt. Im Rubrum der Anklageschrift wurde anstelle der tschechischen oder slowakischen Staatsbürgerschaft ausdrücklich auf die „jüdische Abstammung“ von elf Angeklagten hingewiesen. Der Staat Israel wurde als Anstifter eines neuen Weltkrieges und als internationales Spionagezentrum dargestellt, er verschaffe sich Profite durch räuberische Handelsabkommen, zionistische Agenturen seien „verlässliche Agenturen“ und „vorgeschobene Basis des amerikanischen Imperialismus“, die Tschechoslowakei werde durch illegale Massenauswanderung von Juden nach Israel wirtschaftlich geschwächt usw. Die Angeklagten wurden als „Kosmopoliten“ und „Zionisten“ verurteilt, ähnlich wie „Wurzellose Kosmopoliten“ zu jener Zeit in der UdSSR. Als Zeugen der Anklage erschienen zwei israelische Bürger: der Mapam-Führer Mordechai Oren und sein Cousin Shimon Ornstein. In einem anschließenden Prozess wurden beide zu lebenslangen Freiheitsstrafen verurteilt, 1954 jedoch freigelassen. In ihren Memoiren erzählen sie ausführlich, wie sie zu falschen Geständnissen gezwungen wurden.
Die Aussagen des Schauprozesses wurden von sowjetischen Beratern dem tschechoslowakischen Geheimdienst im Voraus zugestellt. Zumindest einigen der Angeklagten waren mildernde Umstände zugesagt worden, wenn sie sich an die schriftlichen Vorgaben halten würden; diese Versprechen wurden jedoch gebrochen. Um spontane Abweichungen von den Vorgaben zu verhindern, wie dies zum Beispiel bei ähnlichen Fällen in Ungarn geschehen war, wurden sogar Proben für die Verfahren angesetzt. Zu den Besonderheiten des Prozesses gehörte auch, dass ein Brief des damals Neunzehnjährigen Tomáš Frejka verlesen wurde, in dem dieser die Todesstrafe für seinen Vater Ludvík Frejka forderte.
Zwischen 1960 und 1963 wurden alle Angeklagten nach und nach in nicht öffentlichen Verfahren rehabilitiert. Erst 1968 wurde die Öffentlichkeit in der Tschechoslowakei detailliert über den Verlauf des Prozesses informiert.

## Liste der Angeklagten
- Vladimír Clementis (1902–1952), Außenminister, verhaftet am 28. Januar 1951 – Todesstrafe
- Otto Fischl (1902–1952), Stellvertretender Finanzminister, verhaftet am 30. Juni 1952 – Todesstrafe
- Josef Frank (1909–1952), Stellvertretender Generalsekretär des ZK der KSČ, verhaftet am 23. Januar 1952 – Todesstrafe
- Ludvík Frejka alias Ludwig Freund (1904–1952) Vorstand volkswirtschaftliche Abteilung des Sekretariats des ZK der KSČ, verhaftet am 30. Januar 1952 – Todesstrafe
- Bedřich Geminder (1901–1952), Leiter der internationalen Abteilung des Sekretariats des ZK der KSČ, verhaftet am 24. November 1951 – Todesstrafe
- Vavro Hajdů (1913–1977), Stellvertretender Außenhandelsminister, verhaftet am 2. April 1951 – lebenslang
- Eugen Löbl (1907–1987), Stellvertretender Außenhandelsminister, verhaftet am 24. November 1949 – lebenslang
- Artur London (1915–1986), Stellvertretender Außenminister, verhaftet am 29. Januar 1951 – lebenslang
- Rudolf Margolius (1913–1952), Stellvertretender Außenhandelsminister, verhaftet am 10. Januar 1952 – Todesstrafe
- Bedřich Reicin alias Friedrich Reinzinger (1911–1952), Stellvertretender  Minister für Nationalverteidigung, verhaftet am 8. Februar 1951 – Todesstrafe
- Otto Katz alias André Simone (1895–1952) Redakteur der Rudé právo, verhaftet am 9. Juni 1952 – Todesstrafe
- Rudolf Slánský (1901–1952), Generalsekretär des ZK der KSČ, verhaftet am 24. November 1951 – Todesstrafe
- Otto Šling alias Otto Schling (1912–1952), Sekretär der KSČ in Brünn, verhaftet am 6. Oktober 1950 – Todesstrafe
- Karel Šváb (1904–1952), Stellvertretender Minister für nationale Sicherheit, verhaftet am 16. Februar 1951 – Todesstrafe

## Rezeption
Der französische Spielfilm Das Geständnis von 1970 basiert auf dem Tatsachenbericht des Mitangeklagten Artur London.
Der Sohn von Rudolf Margolius, Ivan Margolius, behandelt in seinem Buch: Reflections of Prague: Journeys through the 20th Century den Slánský-Prozess (ISBN 0-470-02219-1).

## Dokumente
- Justizministerium [der ČSR] (Hrsg.): Prozess gegen die Leitung des staatsfeindlichen Verschwörerzentrums mit Rudolf Slansky an der Spitze. (Gerichtsprotokoll in der Strafsache gegen die Leitung des staatsfeindlichen Verschwörerzentrums, die vor dem Senat des Staatsgerichts in Prag in der Zeit vom 20. bis 27. November 1952 gegen Rudolf Slansky, Bedrich Geminder, Ludvik Frejka, Josef Frank, Vladimir Clementis, Bedrich Reicin, Karel Svab, Artur London, Vavro Hajdu, Evzen Löbl, Rudolf Margolius, Otto Fischl, Otto Sling, Andre Simone wegen der Straftaten des Hochverrats, der Spionage, der Sabotage und des Militärverrats verhandelt wurde), Orbis, Prag o. J. (1953)
- Zakázaný dokument. Zpráva komise ÚV KSČ o politických procesech a rehabilitacích v Československu 1949–68 (Verbotenes Dokument. Bericht der Kommission des ZK der KSČ über die politischen Prozesse und Rehabilitationen in der Tschechoslowakei 1949-68), Europa-Verlag, Wien 1970 (tschechische Ausgabe), Einleitung und Schlusswort von Jiří Pelikán